# Neoathyreus tortuguerensis
Neoathyreus tortuguerensis är en skalbaggsart som beskrevs av Henry Fuller Howden och M. Alma Solis 1995. Neoathyreus tortuguerensis ingår i släktet Neoathyreus och familjen Bolboceratidae. Inga underarter finns listade i Catalogue of Life.